# 林省吾
林 省吾（はやし しょうご、1947年3月30日 - ）は日本の自治官僚。

## 来歴
岡山県美作市生まれ。岡山県立津山高等学校を経て、東京大学法学部卒業。1969年自治省入省。静岡県総務部長、大阪府総務部長、総務省自治財政局長、消防庁長官等を経て、総務事務次官を務めた。

## 略歴
- 1969年：自治省入省[3]。
- 1976年：外務省在サンフランシスコ日本国総領事館領事[3]。
- 1986年：静岡県教育委員会教育次長[3]。
- 1988年：静岡県総務部長[3]。
- 1991年：自治省税務局府県税課長[3]。
- 1992年：自治省財政局調整室長[3]。
- 1994年：大阪府総務部長[3]。
- 1995年：自治省財政局財政課長[3]。
- 1996年：自治省大臣官房審議官（公営企業担当）[3]。
- 1998年：自治省大臣官房審議官（税務担当）。
- 1999年：自治省大臣官房審議官（財政担当）。
- 2000年：自治省大臣官房総務審議官[3]。
- 2001年：総務省大臣官房総括審議官[3]。
- 2002年：総務省自治財政局長[3]。
- 2004年：消防庁長官[3]。
- 2005年：総務事務次官[4]。
- 2006年：退官、地域創造理事長[4]。
- 2012年：市町村職員中央研修所学長、はごろもフーズ監査役[4]。
- 2017年：地域総合整備財団会長[4]。
- 2018年：瑞宝重光章受章[5]。
- 2019年：はごろもフーズ取締役[4]。